# Зимняя Пущинская школа
Зи́мняя Пу́щинская шко́ла — регулярное образовательное мероприятие для школьников (каникулярная школа), проводимое в подмосковном наукограде Пущино с 1990 года. Первоначально проходила на зимних каникулах, позднее сроки проведения школы были перенесены на весенние каникулы, однако изначальное название было сохранено. Мероприятие проходит в МБОУ гимназии Пущино 

## Создание
Зимняя Пущинская школа впервые была проведена в 1990 году. Основателем школы стала Наталья Леонидовна Лунина, которая постаралась «организовать наилучшим образом каникулы близких людей», то есть собственных детей и детей лучшей подруги. Лекции по математике, физике и биологии прочитали коллеги Н. Л. Луниной, а вечернюю культурную программу помогла организовать Людмила Салосина, учитель русского языка и литературы Пущинской экспериментальной средней школы № 2 (ныне Гимназии «Пущино»).

## Деятельность
Организаторы Зимней Пущинской школы считают своей основной целью стимулирование у школьников мотивации к учёбе, к активному и доброжелательному восприятию окружающего мира. Эти цели достигаются путём погружения ребёнка в среду школы, благоприятную для образования и общения. Другая важная задача школы — она ориентирована на молодых преподавателей-волонтеров. Для них ЗПШ — комфортная площадка для творческого педагогического поиска, общения с друзьями и коллегами.
Бо́льшая часть преподавателей — студенты и аспиранты МГУ, МФТИ, МИФИ, МГИМО, РГГУ, ГУ ВШЭ, ГУУ, МГЛУ. В качестве преподавателей также привлекаются молодые школьные учителя.
Общее руководство проектом несколько лет осуществлял заведующий лабораторией прикладной математики Института математических проблем биологии РАН доктор физико-математических наук Михаил Ройтберг. За двадцатилетнюю историю школы в роли директора выступали: Галина Аглямова, Юрий Елькин, Илья Овчинников, Евгения Комарова, Алла Борисюк, Елена Машкина, Дмитрий Шноль.
В школе по традиции выделены 4 основных предметных направления («департаменты»): математика и информатика («точные науки»); естественные науки, гуманитарные науки и психология. При этом школьник имеет право выбора различных направлений. Каждый день проходит три «ленты» (занятия), и школьник может, например, на первой ленте посещать курс по психологии, на второй — по математике, а на третьей — по литературе. Выбор школьника ограничивается только его возрастом: преподаватели стараются адаптировать свой курс под уровень школьников определённого возраста (к примеру, 7-9 класс). 
Для участия в мероприятии школьники не проходили отбор по уровню знаний вплоть до 2016 года. Но начиная с 2016 года, ученики должны участвовать в "Турнире ЗПШ", который проходит ежегодно, либо подать доказательства участия в различных олимпиадах (Например диплом участника Ломоносовского Турнира), за что они получают турнирные баллы. Если у участника или команды набирается 10 турнирных баллов, то они принимаются на ЗПШ. Участвовать в ЗПШ могут как учащиеся из Пущино, так и школьники из других городов. На школу часто приезжают дети из Москвы, Калуги, Красноярска, Воронежа, Кимовска, Риги и других городов.
Среди традиций мероприятия — проведение утренней лекции «мамонта» — приглашённого учёного с мировым именем, многие прилетают в Россию специально для участия в мероприятии. В разные годы в роли «мамонтов» выступали: Симон Эльевич Шноль, заведующий лабораторией в Центре геномной регуляции в Барселоне Фёдор Кондрашов, PhD, Светлана Бурлак, сотрудник Европейского центра ядерных исследований Денис Шпаков, PhD и др.
Партнёрами мероприятия являются школа «Интеллектуал», Филипповская школа, Школа № 179 (Москва). 
Последние несколько лет в финансировании школы принимали участие Фонд Династия.
В 2020 году ЗПШ получило грант Фонда президентских грантов.